# 日系アルゼンチン人
日系アルゼンチン人（にっけいアルゼンチンじん、スペイン語: nipo-argentino）とは日本にルーツを持つアルゼンチンの市民である。

## 歴史

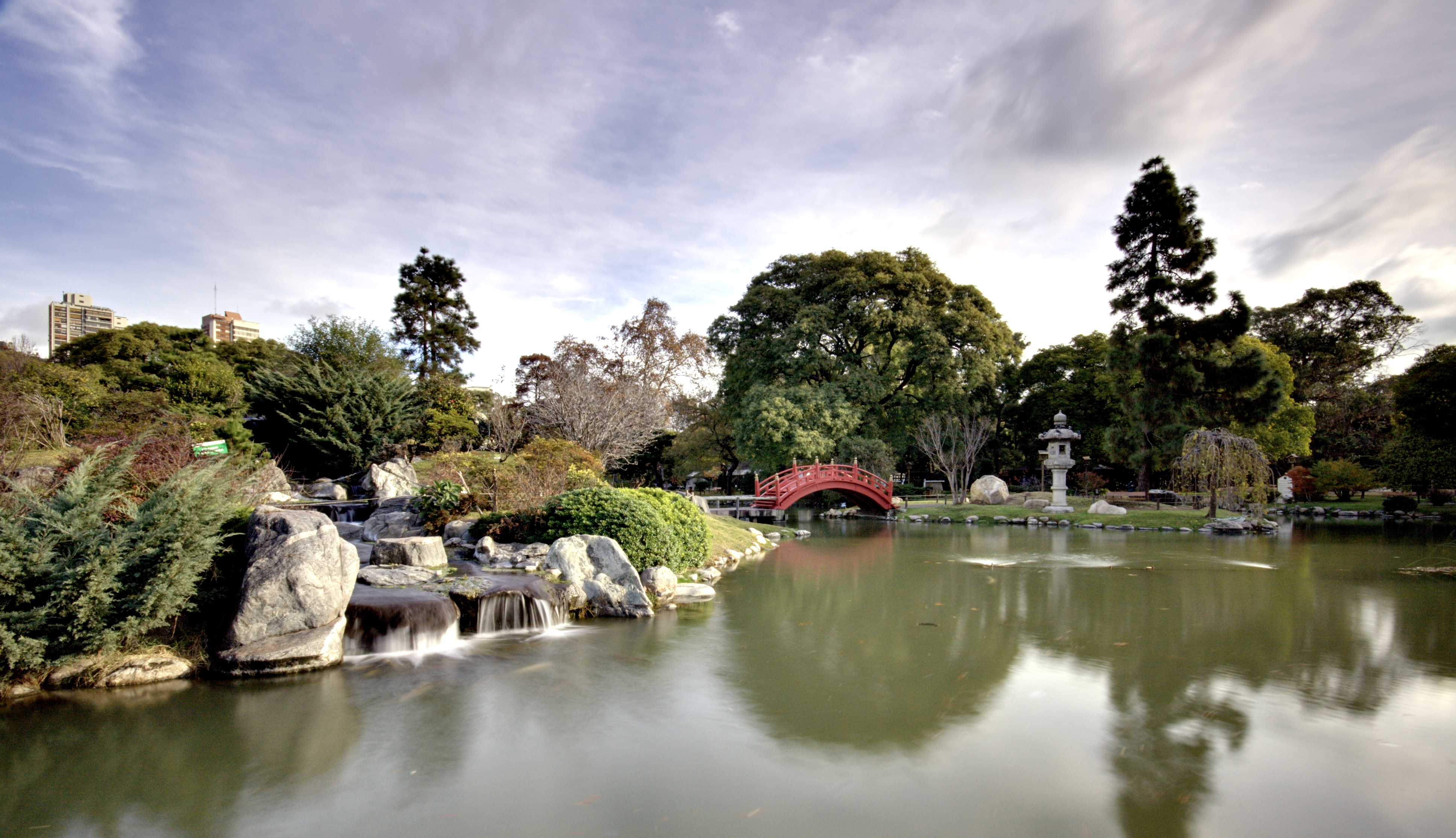
ブエノスアイレス日本庭園

現在のアルゼンチンの地に足を踏み入れた日本人で、最も古く記録されているのは、1597年に奴隷であることを不服として訴訟を起こし、解放を勝ち取ったフランシスコ・ハポンである。
19世紀になると本格的な日本人の海外移民が始まり、1886年には牧野金蔵が日本人として最初にアルゼンチンに移住し日系アルゼンチン人の第1号となった。その後、伊藤清蔵が約8000haの「富士牧場」を経営した。20世紀にブラジル移民が解禁され、1908年に日本からブラジルに向けて移民船の笠戸丸が出港した際には780人の日本人の内160人がブラジルのサントスに着く前にブエノスアイレスで下船した。第二次世界大戦が始まるまでに、ブラジルやペルーやパラグアイといった他の南米諸国から少なくない数の日系人がより良い生活を求めてアルゼンチンに再移住した。同国での日系人はブエノスアイレスやその近郊で工場労働者や港湾労働者として働いた他、花卉栽培や洗濯業に従事し、地方で農業に従事する人もいた。戦前の日系人の多くは沖縄県や鹿児島県の出身だった。
第二次世界大戦が始まった後、1943年に政権を握った統一将校団（GOU）の軍事政権は親枢軸政治と絶対中立を標榜しており、連合国との協調を重視した他のラテンアメリカ諸国よりも弾圧が少なかったことに加え、当時労働大臣となり労働者階級に大きな支持基盤を築いたフアン・ペロン将軍が親枢軸志向と親日的な傾向から日系人を重用したこともあり、日本語教育や日系人の集会の禁止といった措置は採られたものの、アルゼンチンは1000を超える日系人人口を擁する国としてはほぼ唯一の財産没収やアメリカ合衆国の強制収容所への追放（日系人の強制収容）などの大規模な弾圧を行わない国となった。
第二次世界大戦後、日本政府とアルゼンチン政府の協定により、100人規模の移民が続いた。1959年にはメソポタミア地方のミシオネス州に、1962年にはクージョ地方に位置するメンドーサ州に移住地が設置された。戦前、戦後を通じて移民の出身地としては沖縄県が多く全体の約7～8割に及ぶ。
1950年代になるとアルゼンチンが政治不安により、かつての先進国の一角としての立場を失い、一方で日本の急速な経済成長やバブル景気による労働力不足の影響も合わさり、1990年の日本の入国管理法の改正以降、日系アルゼンチン人が少なからず日本に「デカセギ」（es:Dekasegi）や逆移住を行い、日系コミュニティの空洞化現象が危惧・指摘されている。

## 言語と宗教
三世以降の日系人の多くは日本語を理解せず、スペイン語が主要言語となっている。

## 著名な日系アルゼンチン人
- 小松慶也 - 元日本陸軍軍人
- アルベルト松本 - 作家、翻訳家、マルビナス戦争帰還兵
- 大城バネサ - 歌手
- マリア・コダマ - 作家、ホルヘ・ルイス・ボルヘスの妻
- 大城クラウディア - 音楽家
- 米山義則 - バンドネオン奏者・レオポルド・フェデリコ楽団の第一バンドネオン奏者となったことがある
- 小木曽モニカ - 翻訳家　(水村美苗の「本格小説」を西訳）、撮影・取材コーディネーター
- マリア・エウヘニア・スアレス - 女優